# Anaxipha bradephona
Anaxipha bradephona är en insektsart som beskrevs av Desutter-grandcolas 2000. Anaxipha bradephona ingår i släktet Anaxipha och familjen syrsor. Inga underarter finns listade i Catalogue of Life.